# Kameler
Kameler (Camelus) är ett släkte inom familjen kameldjur med tre nu levande arter: kamel, även kallad baktrisk kamel (Camelus bactrianus), vildkamel (Camelus ferus) och dromedar (Camelus dromedarius), som framför allt förekommer i centrala och östra Asien, respektive i västra Asien.

## Utseende och anatomi

### Allmänt
Kameler skiljer sig från kameldjuren i Nya världen genom sin storlek och sina pucklar. Dromedaren har en puckel, och den baktriska kamelen har två. Kroppslängden ligger mellan 225 och 345 centimeter, mankhöjden ligger mellan 180 och 230 centimeter, och vikten mellan 300 och 690 kilogram. Dessutom har de en svans med 35 till 55 centimeters längd, vilket är jämförelsevis kort. Pälsens färg varierar mellan mörkbrun, beige och sandgrå. Dromedarens päls är relativt kort men den baktriska kamelen har under vintern en lång päls. Under våren byts pälsen ut och djuret har under dessa månader ett rufsigt utseende.
Som alla kameldjur har de bara två tår per fot, och bara två leder av tån når marken. De har inga hovar, utan böjda naglar som bara skyddar fotens främre kant. Under hela foten finns en elastisk fotsula som består av bindväv.
Dessa djur har en lång hals och ett långsträckt huvud. Den övre läppen är kluven i två delar. Som skydd mot extrema väderförhållanden har ögonen stora ögonlock med långa ögonfransar och näsborrarna går att stänga. Liksom hos andra kameldjur är deras mage delad i flera kamrar som omsätter den vegetariska födan bättre. De är dock inte idisslare.

### Biologisk anpassning till värme och kyla
Kameler lagrar fett i pucklar som energireserv. När fettet sedan förbränns i kroppen bildas mer än 1 gram vatten per gram fett. Detta sker genom kemisk oxidation av fettet med hjälp av syre. Detta är bakgrunden till missuppfattningen att kameler skulle ha vatten i sina pucklar. Denna möjlighet att omvandla fett till vatten gör att kameldjuren kan klara sig långa tider utan vatten. Denna uthållighet beror dock inte enbart på pucklarna. Deras blodceller har en oval form, till skillnad från andra däggdjur som har cirkulära. På så sätt kan de bibehålla en cirkulation i lägen då de annars skulle ha blivit uttorkade. Dessutom kan deras celler lättare stå emot höga osmotiska tryck utan att få interna bristningar till följd av de stora stora mängder vatten (100-150 liter) som de kan dricka vid ett tillfälle.
Kameler klarar av stora skillnader i kroppstemperatur. Kroppstemperaturen kan variera mellan 34 °C nattetid och 41 °C dagtid. När kroppstemperaturen överstiger 41 °C börjar de svettas. Denna övre temperaturgräns nås oftast inte i milda klimat och därför kan de ofta klara sig helt utan att svettas under dagen. De klarar dessutom att svettas bort 20-25 procent av sin kroppsvikt, vilket kan jämföras med de flesta andra däggdjur som blir uttorkade redan efter 3-4 procent. Deras blod fortsätter vara hydrerat till dess de förlorat 25 procent av kroppsvikten.

## Utbredning
Av världens 14 miljoner dromedarer lever merparten i Somalia (7 miljoner), Sudan (3,3 miljoner), Mauretanien och dess grannländer. Vilda former av dromedar är utdöda, troligtvis för omkring 2000 år sedan. Det är dock omstritt om vilda dromedarer har existerat.[källa behövs] Det är även möjligt att det har funnits en gemensam vild stamfader för dromedar och baktrisk kamel.
Det största antalet förvildade dromedarer finns i Australien, dit de införts som transportdjur under 1800-talet och början av 1900-talet. Antalet växer med cirka 11 procent per år, och skyddsjakt genomförs i södra Australien för att kontrollera antalet.
Baktriska kameler förekommer i en tiondel så stort antal, varav de flesta är tamboskap (cirka 1,4 miljoner). Enligt uppskattningar förekommer cirka 1 000 vilda baktriska kameler i Kina och i Gobiöknen i Mongoliet.

## Ekologi

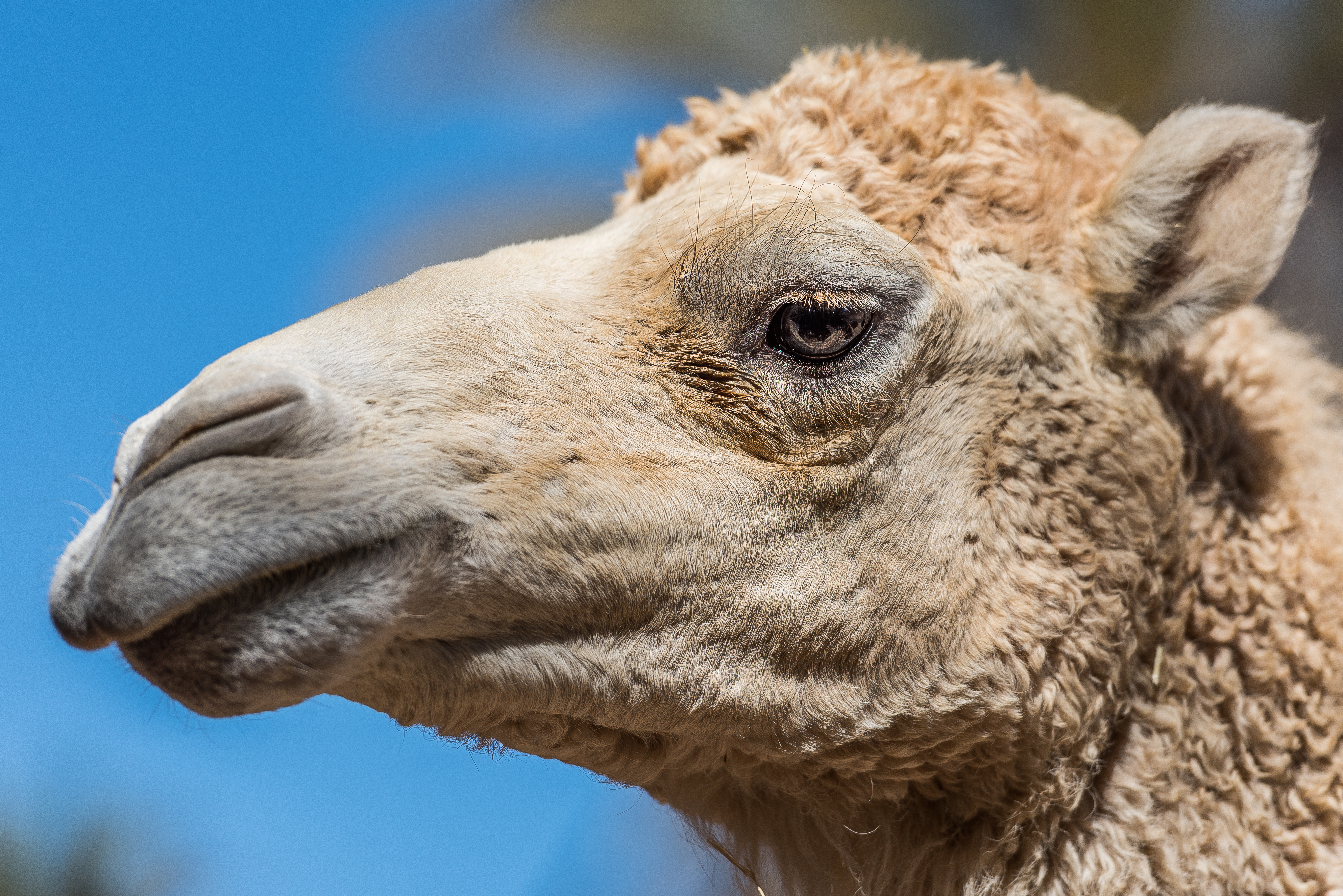
Kamelhuvud

Kameler lever i några av de torraste områden på jorden, och tillhör de få stora däggdjur som har förmåga att överleva i öknar och baktrisk kamel även i särskild kalla regioner där lufttemperaturen når –27 °C.
Tama exemplar av dromedar som får vara en längre tid för sig etablerar inget revir men de stannar vanligen i samma region.
Arterna är aktiva på dagen och i naturen bildar de grupper som består av en hane, flera honor och deras ungdjur. Unga hanar som lämnat sådana grupper sammansluter sig ibland till egna grupper. För rätten att leda en grupp med honor uppstår ibland häftiga strider mellan hanarna.

### Föda

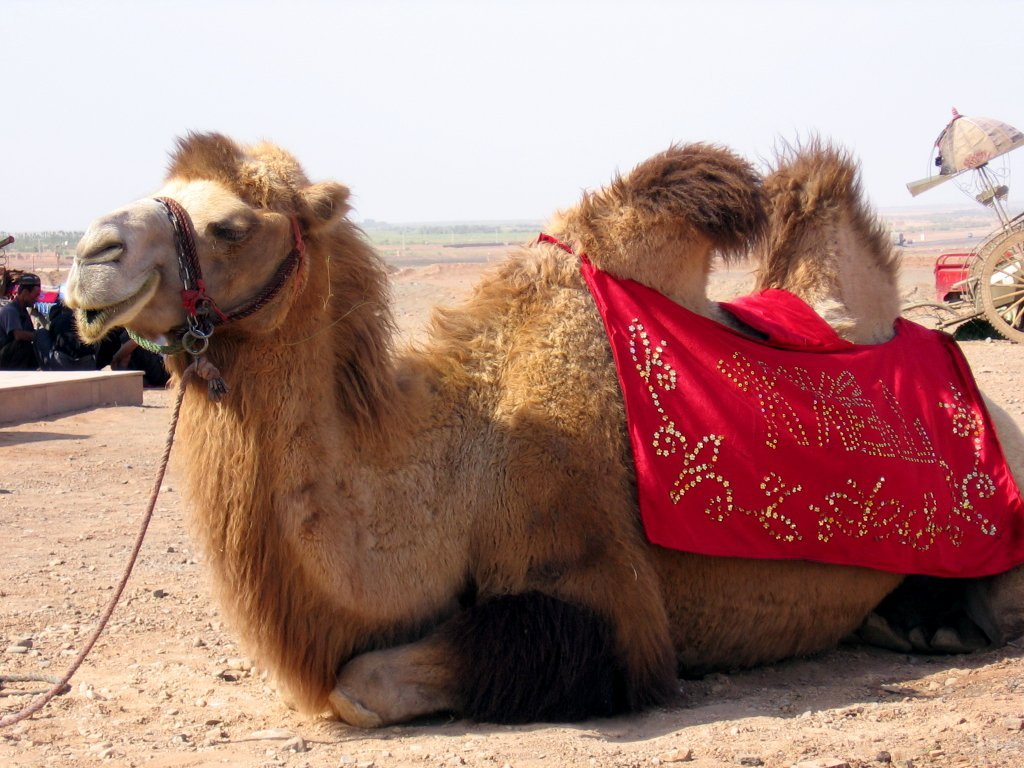
Kamel i Kina.

Kameler livnär sig huvudsakligen av växter och de är opportunistiska i urvalet. De har även förmåga att äta växter med taggar samt växter som är rika på salt. I nödsituationer händer det att de äter ben, hud och kött eller fisk. Arterna kan överleva efter att de förlorat 40 procent av kroppsvätskorna. Å andra sidan kan de dricka 57 liter vatten under kort tid. De har även förmåga att dricka litet bräckt vatten eller saltvatten.

### Fortplantning
Efter den jämförelsevis långvariga dräktigheten som varar i 360 till 440 dagar föder honan normalt en enda kalv som är bra utvecklad och kan gå efter några timmar. Tvillingar förekommer ibland. Ungen har vid födelsen en vikt av cirka 37 kg. Kamelens ägare ser vanligen till att honan slutar med digivning efter ett år men hos vilda kameler kan ungen dia sin mor upp till 1,5 år. Könsmognaden infaller efter ungefär tre år men hannar lyckas sällan para sig framgångsrikt innan de är 6 till 8 år gamla. Honor har förmåga att fortplanta sig tills de är 20 till 30 år gamla. Livslängden går hos några individer upp till 50 år.

## Systematik

### Evolution
Fossil tyder på att de nutida arterna av Camelus-släktet härstammar från Nordamerika där de utvecklades under paleogenperioden. Sedan spred de sig till Asien. Det förekommer olika uppgifter om när släktet domesticerades. Beroende på användningsområde utvecklades olika raser. De tama baktriska kamelerna delas vanligen i tre raser, den första från Astrachan, den andra från Burjatien och Mongoliet och den tredje från Kazakstan. För dromedar finns ett stort antal raser.

### Hybrider
Dromedarer har en puckel och tunn päls, medan den baktriska kamelen har två pucklar och tjockare päls. Kameler och dromedarer kan föröka sig med varandra, och avkomman blir fruktsam med båda arter. En sådan hybrid kallas bukhts och blir större än båda föräldrarna samt får en puckel. En sådan hona kan sedan korsas med en baktrisk kamel eller dromedar.
Det har även förekommit försök att korsa dromedarer och lamadjur. På engelska kallas ett sådant djur för cama efter camel och lama. Det går bara att korsa en dromedarhanne och en lamahona, men det måste ske med insemination eftersom dromedaren är sex gånger större än lamadjuret.

## Kameler och människan

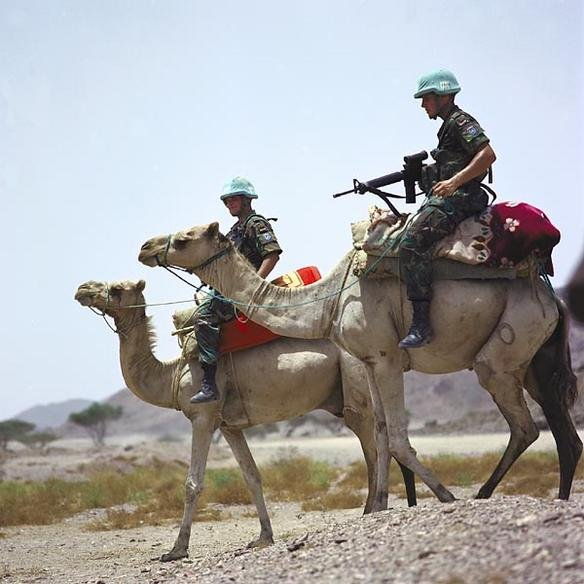
Vid spaningsuppdrag kan det fortfarande förekomma att kameler och dromedarer används. På bilden ses FN-soldater i Eritrea.

Kameler används som rid- och dragdjur, liksom för mat, mjölk, ull och läder. I norra Kenya konsumeras även dromedarens blod som en källa av järn, vitamin D, salt och mineraler. Dromedaren används i Afrika, kamelen i norra och östra Asien.
Både dromedarer och kameler har använts i krig, bland annat i kamelkavalleri. Dromedarer har historiskt varit en viktig del av krigföringen i Mellanöstern. En dromedar kan springa i upp till 60 kilometer i timmen korta sträckor och klara av att springa 40 kilometer i timmen under längre sträckor. Deras klövar är dessutom inte lika känsliga som hästhovar och kan därför ta sig fram i steniga områden utan att skadas.